# Damašek (Pustá Rybná)

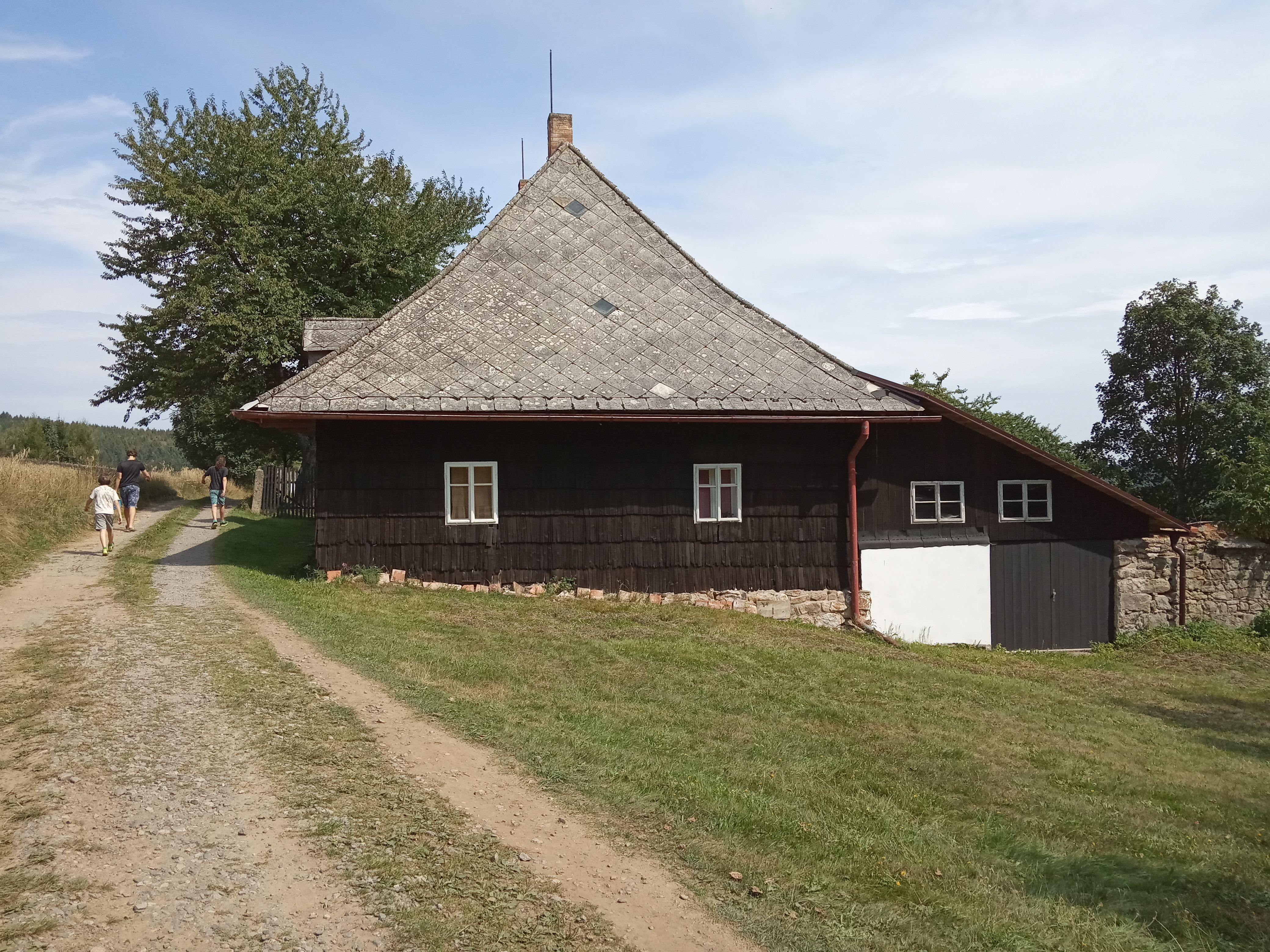
Chaluppe Nr. 93

Damašek (deutsch Damaschek, 1939–45 Damerschek) ist eine Grundsiedlungseinheit der Gemeinde Pustá Rybná in Tschechien. Sie liegt zehn Kilometer westlich von Polička und gehört zum Okres Svitavy.

## Geographie
Die von ausgedehnten Wäldern umgebene Streusiedlung Damašek befindet sich im Osten der Žďárské vrchy (Saarer Berge) und erstreckt sich am Osthang des Kaštánkův kopec (753 m. n.m.) zwischen den Tälern der Bäche Šonava und Hlučál. Nördlich erhebt sich der Žižkov (Pawlaskaberg, 753 m. n.m.), im Osten der Blatinský kopec (731 m. n.m.), südöstlich der Tobiášův kopec (693 m. n.m.), im Süden die Rybenské perníčky (748 m. n.m.), südwestlich der Holý vrch (756 m. n.m.) und der Bubnovaný kopec (780 m. n.m.) sowie nordwestlich der Spálený kopec (Kellerberg, 766 m. n.m.). Der Ort liegt im Landschaftsschutzgebiet Žďárské vrchy. 
Nachbarorte sind Bukovina, Svatá Kateřina und Cerkytle im Norden, Bukovina und Horní Blatina im Nordosten, Blatina und Chalupy im Osten, Pavlásky, Kobylí und Pustá Rybná im Südosten, Kamení, Polsko und Březiny im Süden, České Milovy, Moravské Křižánky, České Křižánky und Moravská Cikánka im Südwesten, Česká Cikánka, Karlštejn und Svratouch im Westen sowie Čachnov, Ruda, Plotník und Pustá Kamenice im Nordwesten. 

## Geschichte
Zu Beginn des 18. Jahrhunderts wuchs die Bevölkerung in dem zwischen der königlichen Leibgedingestadt Polička und der Herrschaft Richenburg geteilten Dorf Pustá Rybná stark an. In dieser Zeit entstanden außerhalb des im Tal des Hlučál eingeengten altes Dorfes beiderseits der Herrschaftsgrenze neue, zumeist kleine Siedlungen. Die größte davon war das oberhalb von Pustá Rybná in einem Hau auf Richenburger Gebiet angelegte Damašek. Die Bewohner waren tschechischsprachig und überwiegend evangelisch. Erwerbsgrundlage bildete der Anbau und die Verarbeitung von Flachs; die Leinwaren fanden einen guten Absatz. Im Jahre 1789 gab es 19 Anwesen in Damaschek. Im 19. Jahrhundert begann der Niedergang der Flachsverarbeitung und das Dorf verarmte.  
Im Jahre 1835 bestand das im Chrudimer Kreis gelegene Dominikaldorf Damaschek aus 21 zerstreuten Häusern mit 150 tschechischsprachigen Einwohnern. Erwerbsquellen bildeten Holzarbeiten, der Feldbau sowie die Flachsindustrie. Im Ort gab es ein herrschaftliches Jägerhaus und eine Ölmühle. Zu Damaschek konskribiert war die aus einem Forsthaus und einem Wohngebäude bestehende Waldeinschicht Hraniczny an Weg zum Schloss Karlstein. Katholischer Pfarrort war Borowa, die Protestanten waren dem Pastorat Telecy zugeordnet. Der Amtsort war Richenburg. Bis zur Mitte des 19. Jahrhunderts blieb Damaschek der Allodialherrschaft Richenburg untertänig.
Nach der Aufhebung der Patrimonialherrschaften bildete Damašek / Damaschek ab 1849 einen Ortsteil der Gemeinde Březiny / Brzezina im Gerichtsbezirk Polička. Ab 1868 gehörte Damašek zum Bezirk Polička. Nach dem Ersten Weltkrieg zerfiel der Vielvölkerstaat Österreich-Ungarn, die Siedlung wurde 1918 Teil der neu gebildeten Tschechoslowakischen Republik. Beim Zensus von 1921 lebten in den 17 Häusern von Damašek 76 Personen, davon 75 Tschechen. 1919 wurde Damašek von Březiny nach Pustá Rybná umgemeindet. Die Einschicht Hraničný erlosch in der ersten Hälfte des 20. Jahrhunderts. Von 1939 bis 1945 gehörte Damašek zum Protektorat Böhmen und Mähren, in dieser Zeit wurde der deutsche Name „Damerschek“ eingeführt. Im Zuge der Gebietsreform von 1960 erfolgte die Aufhebung des Okres Polička; Damašek wurde dabei dem Okres Svitavy zugeordnet. Zum 1. Juli 1971 wurde Damašek als Ortsteil von Pustá Rybná aufgehoben. 1991 hatte Damašek 11 Einwohner, beim Zensus von 2001 waren es sieben.

## Ortsgliederung
Damašek ist Teil des Katastralbezirkes Pustá Rybná.

## Sehenswürdigkeiten
- Mehrere gezimmerte Chaluppen
- Naturdenkmal Damašek, geschützt sind die östlich des Dorfes befindlichen Auwiesen der Šonava
- Naturdenkmal Rybenské Perníčky, geschützt ist der Wald am Nordhang des gleichnamigen Berges